# Volontaire d'un an

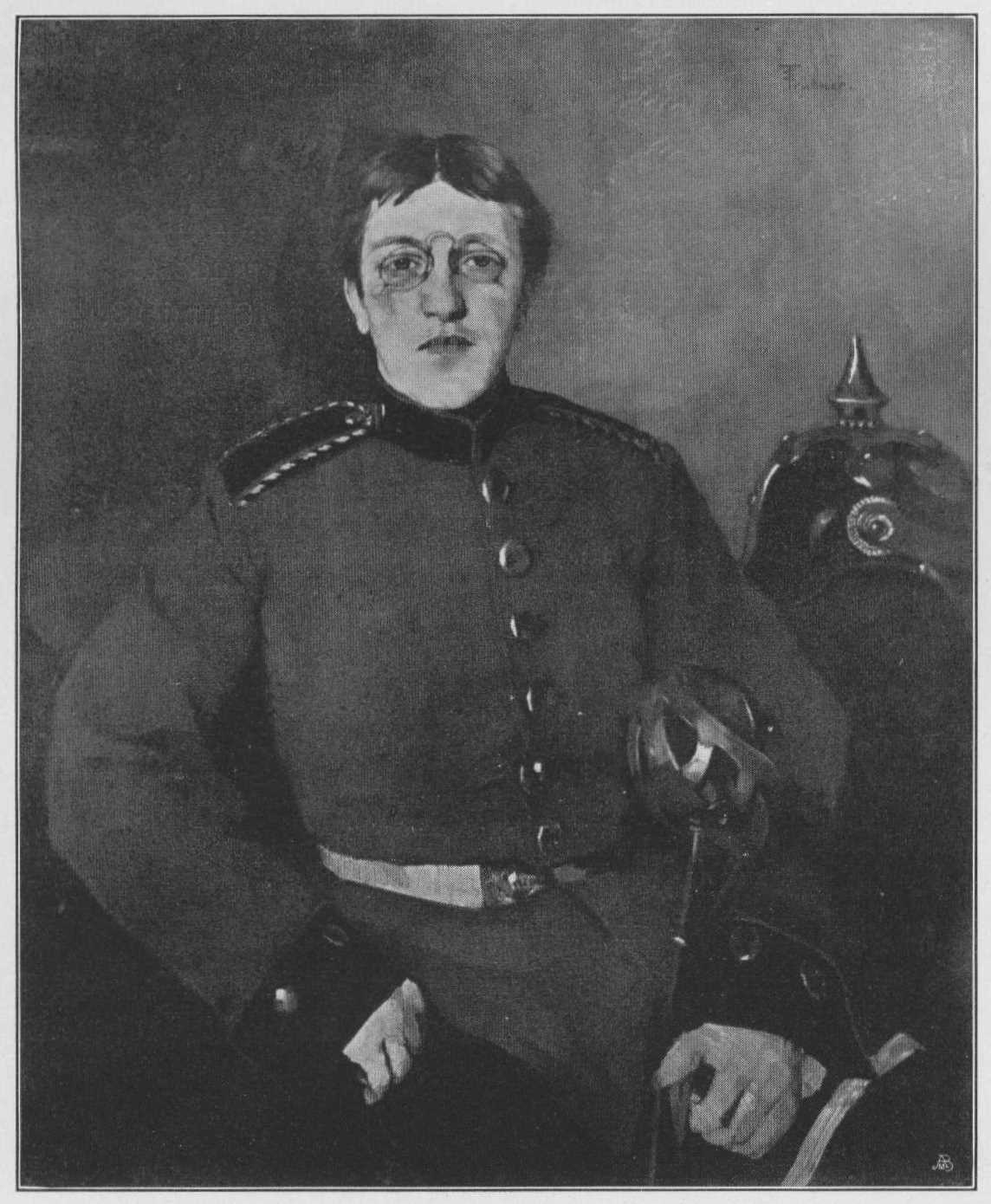
Portrait d'un volontaire d'un an, peinture de Wilhelm Trübner, 1874-1875

Les Volontaires d'un an (en allemand : Einjährig-Freiwillige) sont des conscrits (introduits pour la première fois en Prusse) ayant un niveau d'études supérieures (Obersekundareife (de)), qui, après s'être portés volontaires, effectuent un service militaire dans une unité de leur choix en tant que service de présence. Ils peuvent ainsi réduire leur temps de service de deux ans, ce qui constitue un avantage décisif pour leur future carrière. Une fois leur classe terminée, ils peuvent devenir officier de réserve (de).
Les volontaires d'un an qui ont prouvé leur aptitude à devenir sous-officier, mais qui ont échoué à l'examen d'officier, terminent leur carrière dans un grade d'Unteroffizier. Dans des pays comme la Prusse, cela s'applique également à ceux qui remplissent les conditions matérielles pour mener une vie digne d'un officier de réserve, mais qui ne sont pas considérés comme socialement égaux et qui échouent donc à la cooptation ou à l'élection d'un officier (de). En Prusse, il s'agit souvent de juifs, de petits commerçants (de) et, dans une moindre mesure, de professeurs d'école primaire.
La possibilité de servir comme volontaire dans les détachements de chasseurs (de), qui peuvent s'habiller et se nourrir eux-mêmes, est introduite pour la première fois en février 1813 (introduction du service militaire obligatoire en Prusse (de)) sur proposition de Gerhard von Scharnhorst pour les citoyens possédant des biens et ayant fait des études (de),. Ce modèle prussien est suivi en 1868 par l'armée d'Autriche-Hongrie, l'armée de Bavière et enfin dans l'Empire allemand après la proclamation (de) de l'proclamation de l'Empire allemand en 1871. Le royaume d'Italie, la République française et l'Empire russe ont des dispositions similaires.
C'est dans les rangs des volontaires d'un an que l'armée fédérale autrichienne recrute encore aujourd'hui ses officiers de réserve et utilise ce service pour vérifier si les candidats sont aptes à suivre le cursus de l'école supérieure spécialisée « Commandement militaire » à l'académie militaire thérésienne de Wiener Neustadt.

## Prusse et Empire allemand
Les dispositions provisoires de l'« Ordonnance sur l'organisation de la défense nationale » du 17 mars 1813 sont reprises dans la « Loi sur l'obligation du service militaire » du 3 septembre 1814 de manière contraignante. L'instruction dans les unités se déroule toutefois de manière inégale au cours des années suivantes, si bien qu'en 1843, les directives sont à nouveau précisées par les plus hautes instances. Le volontaire d'un an ne sert (après les guerres de libération) qu'un an au lieu des trois (cavalerie, artillerie à cheval, marine) ou deux ans (toutes les autres armes) habituels, mais doit s'équiper et se nourrir à ses frais. Après avoir accompli leur année de service et deux exercices militaires, les volontaires d'un an sont généralement promus officiers de l'état de congé (réserve).
En raison de l'antisémitisme ambiant, les Juifs ne sont pas admis à l'examen d'officier ou ne sont pas cooptés par les officiers de leur régiment, entre autres. En 1911, la Prusse ne compte que 21 officiers de réserve juifs âgés, promus avant 1885. Entre 1885 et 1914, aucun aspirant juif ne réussit à devenir officier de réserve (de). Jusqu'à la chute de l'Empire allemand, la plupart des juifs non baptisés ne peuvent pas faire carrière dans la haute fonction publique, dans la justice ou dans les universités. Un exemple connu de personne juive s'étant vu refuser le passage de l'examen d'officier est le futur ministre des Affaires étrangères du Reich, Walther Rathenau.
En 1868, l'Autriche-Hongrie et le royaume de Bavière adoptent l'institution du volontaire d'un an sur le modèle de l'armée prussienne. Sous l'influence des guerres d'unification (de), la France et l'Italie ainsi qu'une série d'autres États européens s'inspirent également de ce modèle. Après la fin de la Confédération de l'Allemagne du Nord, le service volontaire d'un an est repris par l'armée allemande dans l'Empire allemand.

### Conditions préalables

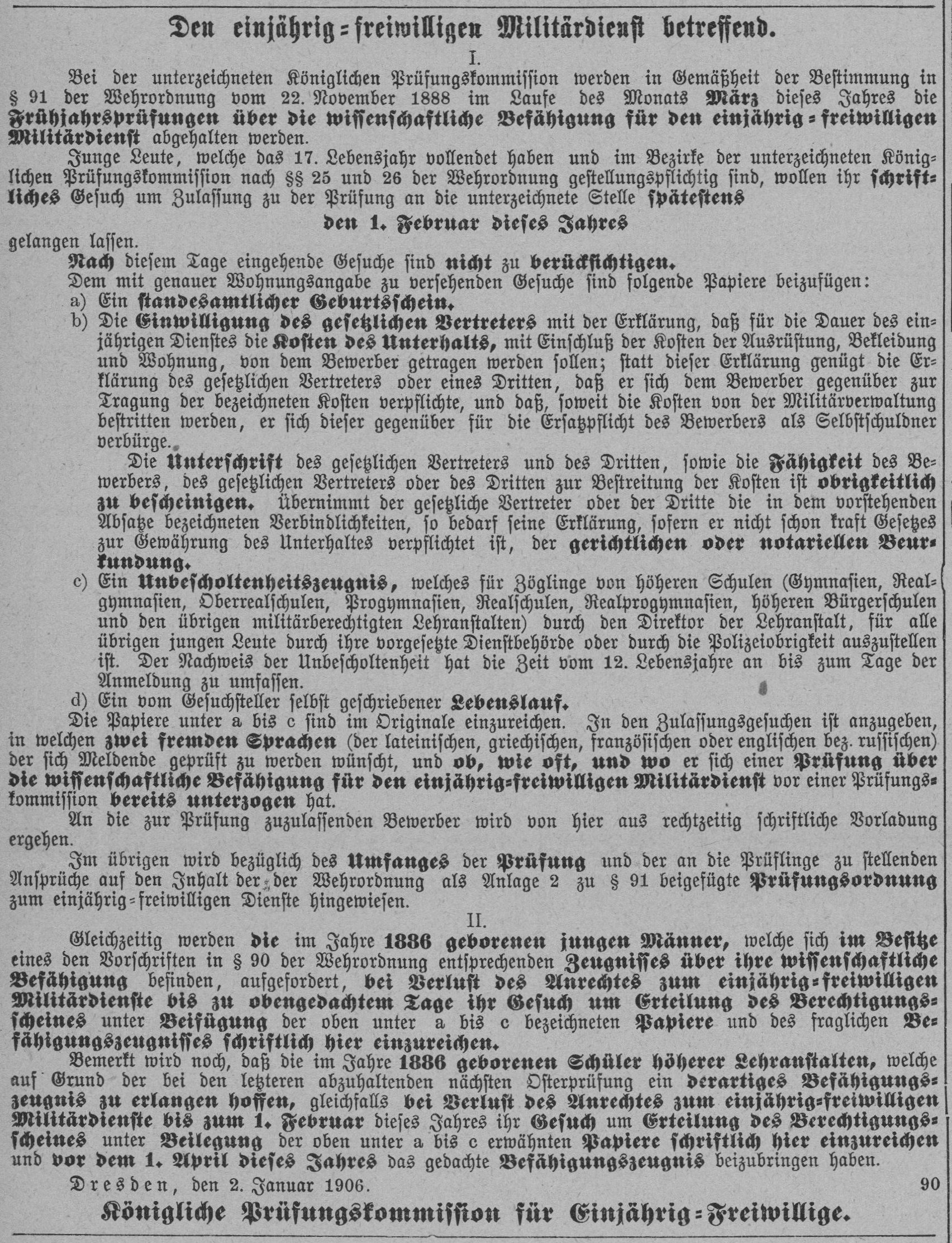
Appel à candidature avec date limite au 1 février 1906 (annonce dans un journal)

La condition sine qua non est que le candidat ait obtenu le diplôme de fin d'études secondaires (de) (Sekundarreife) dans un gymnasium ou (à partir de 1897) dans une Realschule (commerciale). C'est la raison pour laquelle le Mittlere Reife a longtemps été appelé « le diplôme d'un an ». Les lycéens peuvent obtenir cette qualification en passant dans la classe supérieure (Obersekunda (de)). Les non gymnasiens doivent en revanche passer un examen séparé. Un examen correspondant peut également être passé devant une commission militaire.
En temps de paix, le volontaire d'un an doit payer lui-même son logement et son équipement, de sorte que seuls les fils de familles relativement aisées entrent en ligne de compte pour devenir volontaire d'un an. Dans les années 1890, il faut débourser au moins 2 000 à 3 600 marks pour un an de service, selon la catégorie d'armes. Les coûts sont les plus élevés pour les troupes à cheval, mais comme les militaires d'un an ont libre accès au mess des officiers (en), des montants bien plus élevés sont possibles. La date d'entrée en service et l'arme peuvent être choisies librement. Toutefois, le droit au service volontaire d'un an s'arrête en règle générale si l'ayant droit ne s'est pas présenté à l'entrée en service avant l'année de ses 23 ans (§ 14, alinéa 1 de la loi militaire du Reich).
Les volontaires d'un an sans ressources financières, qui se distinguent par de très bons résultats scolaires, peuvent exceptionnellement être habillés et nourris aux frais de l'État sur demande. Officieusement, on les appelle aussi « volontaires royaux » ou « jeunes royaux », mais ils ne peuvent alors servir que dans les troupes à pied.
L'autorisation de servir en tant que volontaire d'un an est accordée par la délivrance d'un certificat d'autorisation conformément au code militaire allemand du 22 juillet 1901. La preuve de l'aptitude scientifique doit être apportée par des certificats scolaires ou un examen. Les établissements d'enseignement qui peuvent délivrer des certificats de compétence scientifique valables sont reconnus et classés par le chancelier impérial. On distinguait les établissements où :
1. avoir suivi avec succès l'avant-dernière classe de l'enseignement secondaire pendant un an (Gymnasien, Realgymnasien (de), Realschulen erster Ordnung) ;
2. la fréquentation avec succès de la Prima (dernière classe) pendant un an est nécessaire (Progymnasien (de), Realschulen de deuxième ordre) ;
3. la réussite de l'examen de sortie est exigée (Bürgerschule (de), écoles industrielles et commerciales, séminaires professoraux (de), également établissements d'enseignement privés supérieurs) ;
4. conditions particulières (écoles professionnelles, établissements d'enseignement privés).

Les jeunes gens qui se sont distingués dans une branche des sciences ou des arts ou dans une autre activité utile à la société, les ouvriers artistiques ou mécaniques qui ont accompli des travaux remarquables, ainsi que les membres des scènes nationales engagés pour des prestations artistiques, peuvent être dispensés de prouver leur aptitude scientifique. Ils doivent seulement se soumettre à un examen de connaissances élémentaires.
En vertu de la loi militaire impériale du 2 mai 1874, les volontaires d'un an sanctionnés pendant leur service par un passage à la deuxième classe du statut de soldat (de) perdent leur qualité de volontaires d'un an et leur droit à la libération après un an de service.
Quiconque souhaite obtenir le certificat d'aptitude au service en tant que volontaire d'un an doit s'annoncer par écrit, au plus tard jusqu'au 1er février de la première année d'obligations militaires, auprès de la commission d'examen des volontaires d'un an dans la circonscription de laquelle il aurait été tenu de se présenter. L'inscription doit être accompagnée des documents suivants :
- le certificat de naissance ;
- une déclaration du père ou du tuteur attestant qu'il est disposé à habiller, équiper et entretenir le volontaire d'un an pendant la période de service actif ; cette capacité doit être certifiée par l'autorité ;
- un certificat de bonne vie et mœurs (certificat de bonne conduite).

Pour prouver leur compétence scientifique, les candidats doivent soit :
- joindre les certificats scolaires correspondants ;
- mentionner qu'ils seraient suivis (dans ce cas, il restait du temps jusqu'au 1er avril) ;
- soit la demande d'admission à l'examen doit être formulée dans l'inscription, en indiquant deux langues étrangères (latin, grec, anglais, français) dans lesquelles le candidat souhaite être examiné.

Les volontaires d'un an peuvent choisir librement leur arme et leur unité. À partir du 1er octobre 1903, des volontaires d'un an sont également admis dans les groupes de mitrailleuses. L'entrée en service a généralement lieu le 1er octobre, pour le train le 1er novembre, pour certaines unités à déterminer par les commandements généraux le 1er avril.
Les volontaires d'un an résidant en dehors de l'Europe peuvent, à leur demande, être engagés dans la Schutztruppe pour le Sud-Ouest africain.

#### Cas particulier des enseignants deVolksschule
À la suite d'une décision impériale du 27 janvier 1895, les futurs enseignants des Volksschule doivent également pouvoir servir comme volontaires d'un an après avoir suivi avec succès le séminaire de formation. En Prusse, cela est possible dès 1896, puis dans tout l'empire à partir de 1900. Deux options s'offrent aux futurs enseignants des Volksschule : la voie traditionnelle, mais coûteuse, en tant qu'autodidacte ou volontaire d'un an « avec cordons » (comme signe particulier sur les épaulettes), mais avec la possibilité d'être promu officier de réserve. D'autre part, la renonciation à cette option et l'engagement immédiat en tant que volontaire d'un an sans autre examen, à condition que le certificat de fin d'études de l'école normale d'enseignement primaire prouve les propres aptitudes. Dans ce cas, les volontaires servent aux frais de l'État, comme tous les autres conscrits, mais renoncent à tous leurs privilèges, comme le choix de l'arme et de l'unité. En outre, ils ne peuvent progresser que jusqu'à un grade de sous-officier de réserve. En tant que volontaires d'un an « sans cordons », ils portent l'uniforme sans insignes particuliers et ne peuvent donc pas être distingués extérieurement des autres équipages.

### Promotion au grade d'officier de réserve
Une fois entrés dans l'armée, les volontaires d'un an reçoivent, en plus de leur formation pratique, une instruction particulière. Selon une instruction du ministère de la guerre prussien du 21 mars 1843, ils peuvent être promus ou nommés vice-caporal (de) après trois mois de service. Le grade de Gefreiter doit alors être sauté. Si le chef de la compagnie ou de l'escadron le juget apte, le sous-officier adjoint peut, après trois mois supplémentaires, être promu au rang de sous-officier surnuméraire et effectuer en tant que tel les six mois restants de son service actif. En fonction du résultat de l'examen formel prévu à la fin de son service actif, il est ensuite promu officier de l'armée de terre ou vice-sergent ou vice-garde. En cas d'échec à l'examen, le volontaire d'un an passe à la Landwehr en tant que Vizefeldwebel.
Le 27 mai 1851, le ministère prussien de la Guerre modifie les dispositions en ce sens que la promotion au grade de sous-officier adjoint ne peut désormais avoir lieu qu'après six mois au plus tôt. Parallèlement, la nomination au grade de sous-officier de réserve n'est plus possible qu'à la fin de la période de service actif, après avoir réussi l'examen d'officier. En cas d'échec à l'examen, le volontaire d'un an ne passe plus à la Landwehr en tant que sous-officier, mais en tant que Gefreiter surnuméraire.
Le poste de sous-officier adjoint est supprimé par l'AKO du 21 avril 1853 (en même temps que le grade d'Obergefreiter). Le 4 juillet 1853, le ministère prussien de la Guerre décide que les volontaires d'un an qualifiés peuvent être promus à la place au rang de caporal surnuméraire. La promotion au grade de vice-feldwebel ou de vice-wachtmeister ne peut plus avoir lieu que si l'examen final établit en même temps l'aptitude à devenir officier de la Landwehr.
L'ordonnance sur le recrutement du 28 septembre 1875 (§ 19, ad 3) indique que les volontaires d'un an qui souhaitent être promus officiers de réserve (de) peuvent continuer à être promus caporaux surnuméraires au plus tôt après six mois. Entre-temps, la promotion au grade de sous-officier surnuméraire est possible après neuf mois de service, et non plus seulement à la fin du service militaire actif. Ces dispositions restent en vigueur jusqu'à la fin de l'Empire allemand.
Seuls les caporaux volontaires d'un an bénéficient d'une formation spéciale pendant le deuxième semestre du service de présence. À la fin du service militaire d'un an, les candidats officiers (officiers aspirants) sont transférés aux commandements de district en tant que sous-officiers surnuméraires, tandis que les autres conscrits sont considérés comme des communaux avec une obligation de réserve de six ans.
Avant d'être promu officier en congé (réserve ou Landwehr), il faut désormais participer avec succès à deux exercices militaires (manœuvres) ; cette procédure doit être achevée dans les deux ans suivant la fin du service militaire proprement dit.
Après le premier exercice militaire volontaire (en général huit semaines), l'élève-officier (aspirant) passe l'examen d'officier et devient alors Vizefeldwebel (vice-adjudant hors budget). Au cours du deuxième ou troisième exercice de plusieurs semaines, il effectue son service d'officier et est nommé Leutnant de réserve, après accord du commandant du régiment et après avoir réussi l'élection d'officier (de) (cooptation) par ses camarades. L'officier de réserve est tenu d'effectuer trois à quatre exercices supplémentaires d'une durée de quatre à huit semaines chacun. Le grade de capitaine de réserve n'est en revanche que rarement atteint.

### Définition juridique
La « Loi concernant l'obligation de servir dans la guerre » de la Confédération d'Allemagne du Nord du 9 novembre 1867 stipule au § 11 :
Les jeunes gens instruits qui, pendant leur service, s'habillent, s'équipent et se nourrissent eux-mêmes, et qui ont fait preuve des connaissances acquises dans la mesure prescrite, sont déjà mis en congé pour la réserve après un an de service actif dans l'armée permanente - à compter du jour de l'entrée en service -. Ils peuvent être proposés, en fonction de leurs aptitudes et de leurs mérites, à des postes d'officiers de réserve ou de l'armée de terre.

### Insignes particuliers sur l'uniforme
L'insigne des volontaires allemands d'un an consiste en un cordon de laine torsadé aux couleurs du pays, qui coure le long du bord extérieur des épaulettes. Le cordon est porté au-delà de la fin du service de présence d'un an et n'est retiré qu'au moment de la promotion au grade d'officier.
Les volontaires d'un an de la Kaiserliche Marine portent sur la manche gauche une équerre aux couleurs de l'Empire.

## Autriche-Hongrie

### Conditions préalables
Tous les conscrits ayant réussi leur maturité peuvent postuler auprès de l'armée commune. Après le début de la Première Guerre mondiale, l'exercice d'une profession bourgeoise ou tout simplement une origine sociale élevée suffisent comme critère.

### Promotion au grade d'officier de réserve
Après un an à la troupe (service de présence) et la réussite du cours d'officier, le volontaire d'un an est nommé leutnant de réserve. Des exercices d'armes annuels obligatoires de six à huit semaines complètent la formation. La chute de l'Autriche-Hongrie entraîne la disparition de l'armée. Ce n'est qu'en 1935 que l'Institut militaire du volontaire d'un an est réintroduit.

### Définition juridique
Le règlement militaire austro-hongrois définit le service volontaire d'un an comme suit :
Les nationaux qui peuvent justifier d'une certaine formation scientifique se voient accorder en temps de paix le bénéfice d'un service de présence d'un an seulement. (...) L'institution des volontaires d'un an a pour but d'éviter que les conscrits qui se consacrent à des études supérieures ne soient lésés par les trois années de service de présence d'une manière sensible pour leur carrière ultérieure. (...) Comme condition d'entrée comme volontaire d'un an, il est nécessaire d'avoir terminé une école secondaire nationale ou un établissement d'enseignement équivalent, et éventuellement de passer l'examen préalable d'un commandement de division de troupes dans le même domaine de connaissances.

### Insignes particuliers sur l'uniforme
Pendant le service de présence d'un an, les volontaires d'un an (« EF ») portent des galons transversaux en soie jaune impérial de 1 cm de large avec une bande centrale noire (Intelligenzbörtel), qui doivent être cousus sur le bord supérieur des revers de manches. Depuis 1915, un petit bouton vierge est ajouté à l'extrémité arrière de chaque paroli (en). Le bouton dit « EF » ou « bouton d'espoir » doit être placé derrière l'insigne du grade de titulaire (par ex. caporal-titulaire : une étoile blanche à six pointes). Le bouton de col et les galons de manches sont retirés lors de la promotion au grade d'officier.

## République d'Autriche

### Conditions préalables
Dans l'armée fédérale autrichienne, la possession de la maturité (baccalauréat) est une condition indispensable pour pouvoir servir comme volontaire d'un an. En cas de post-maturité (examen de rattrapage de la maturité en automne), il est tout de même possible de s'engager, une dispense étant alors accordée pour l'examen. Si l'examen post-maturité n'est pas réussi, il faut quitter le cours. Comme le service de formation remplace les six mois de service militaire de base, il est nécessaire de passer un examen d'aptitude avant d'entamer le service militaire. Lors de cet examen d'aptitude, l'aptitude psychique (subdivisée en inaptitude, aptitude à servir dans l'équipe, aptitude à servir en tant que sous-officier et aptitude à servir en tant qu'officier) est vérifiée au cours d'une privation de sommeil, tout comme l'aptitude physique, qui est soumise à un système d'évaluation par points. L'examen d'aptitude est le même pour tous les types de carrières militaires souhaitées, mais il diffère par le nombre de points à obtenir.
| Conditions physiques (femmes)            | Conditions physiques (femmes) | Conditions physiques (femmes) | Conditions physiques (femmes) | Conditions physiques (femmes) | Conditions physiques (femmes) | Conditions physiques (femmes) | Conditions physiques (femmes) | Conditions physiques (femmes) | Conditions physiques (femmes) | Conditions physiques (femmes) |
| ---------------------------------------- | ----------------------------- | ----------------------------- | ----------------------------- | ----------------------------- | ----------------------------- | ----------------------------- | ----------------------------- | ----------------------------- | ----------------------------- | ----------------------------- |
| Points                                   | 10                            | 9                             | 8                             | 7                             | 6                             | 5                             | 4                             | 3                             | 2                             | 1                             |
| Course de 2400 m                         | <11:14                        | jusqu'à 11:27                 | jusqu'à 11:37                 | jusqu'à 11:54                 | jusqu'à 12:08                 | jusqu'à 12:21                 | jusqu'à 12:35                 | jusqu'à 13:00                 | jusqu'à 13:15                 | jusqu'à 13:30                 |
| Pompe                                    | >25                           | 24                            | 22–23                         | 20–21                         | 18–19                         | 17                            | 15–16                         | 13–14                         | 11–12                         | 9–10                          |
| Traction (Pente inclinée)                | >18                           | 17                            | 16                            | 15                            | 13–14                         | 12                            | 11                            | 10                            | 8–9                           | 7                             |
| Jump&Reach (de) (Saut en hauteur debout) | >47                           | 46                            | 45                            | 44                            | 43                            | 41–42                         | 30                            | 38–39                         | 34–37                         | 32–33                         |

| Conditions physiques (hommes)            | Conditions physiques (hommes) | Conditions physiques (hommes) | Conditions physiques (hommes) | Conditions physiques (hommes) | Conditions physiques (hommes) | Conditions physiques (hommes) | Conditions physiques (hommes) | Conditions physiques (hommes) | Conditions physiques (hommes) | Conditions physiques (hommes) |
| ---------------------------------------- | ----------------------------- | ----------------------------- | ----------------------------- | ----------------------------- | ----------------------------- | ----------------------------- | ----------------------------- | ----------------------------- | ----------------------------- | ----------------------------- |
| Points                                   | 10                            | 9                             | 8                             | 7                             | 6                             | 5                             | 4                             | 3                             | 2                             | 1                             |
| Course de 2400 m                         | <10:02                        | jusqu'à 10:21                 | jusqu'à 10:37                 | jusqu'à 10:52                 | jusqu'à 11:08                 | jusqu'à 11:24                 | jusqu'à 11:43                 | jusqu'à 12:00                 | jusqu'à 12:15                 | jusqu'à 12:30                 |
| Pompe                                    | >41                           | 39–40                         | 36–38                         | 33–35                         | 31–32                         | 29–30                         | 26–28                         | 23–25                         | 20–22                         | 17–19                         |
| Traction (Pente inclinée)                | >29                           | 28                            | 26–27                         | 25                            | 23–24                         | 21–22                         | 18–20                         | 16–17                         | 14–15                         | 12–13                         |
| Jump&Reach (de) (Saut en hauteur debout) | >63                           | 62                            | 61                            | 59–60                         | 57–58                         | 55–56                         | 53–54                         | 50–52                         | 47–49                         | 42–46                         |

Source : Heerespersonalamt (de)
Pour réussir l'examen, le candidat doit obtenir au moins huit points, mais au moins un point dans chaque discipline. En outre, l'aptitude à nager est vérifiée en demandant au candidat de nager en continu pendant 15 minutes dans le style de son choix. Si le candidat a déjà effectué son service militaire ou si la durée de son service précédent est supérieure à quatre mois, il doit obtenir au moins 12 points.

### Entrée à l'Académie militaire thérésienne
Tous les volontaires d'un an de l'armée fédérale sont regroupés dans des compagnies EF spécifiques. Les recrues EF doivent opter pour une formation d'officier de milice (MOA) ou d'officier de carrière (BOA) pendant le cours EF 1. La date d'entrée en service pour tous les volontaires d'un an est début septembre, car la fin du service de formation doit coïncider avec le début des études à l'Académie militaire thérésienne. Si vous avez déjà effectué votre service militaire, vous avez la possibilité de le rejoindre au cours des premiers mois de formation en tant qu'engagé latéral. En janvier, les BOA se séparent des MOA et, pour les premiers, commence ce que l'on appelle le « semestre de préparation », au cours duquel les candidats qui ne conviennent pas pour les 99 places de l'Académie militaire sont éliminés, tandis que l'aptitude des autres est déterminée par des tests d'effort continus, par l'examen des compétences de commandement, etc.

### Promotion au grade d'officier de réserve
Avant que l'armée autrichienne n'introduise à nouveau le service volontaire d'un an en 1964, ses propres compagnies accueillaient les bacheliers (Maturantenkompanien).
Depuis 2009, la promotion au grade de leutnant a lieu au plus tôt trois ans (jusqu'alors, il s'agissait de quatre ans) après le début de la formation de volontaire d'un an - sachant qu'il s'agit, dans la diction actuelle, strictement d'un officier de « milice ». Durant cette période, il faut effectuer des exercices d'armes de plusieurs semaines, des séminaires et des examens correspondants. Contrairement aux candidats officiers de carrière (de) (BOA), qui suivent leur formation à l'Académie militaire avec le grade de Fähnrich, les candidats officiers de milice (MOA) restent au grade de sergent (grade de sous-officier le plus bas) et sont directement promus au grade de lieutenant après avoir rempli toutes les conditions de temps et de compétences. Une promotion ultérieure en tant qu'officier de milice est possible jusqu'au grade de colonel, voire de brigadier dans des cas exceptionnels. Pour cela, il faut avoir accompli un nombre minimum de jours d'exercice à la troupe dans la fonction attribuée et avoir suivi différents cours dans les académies ou les écoles d'armes de l'armée fédérale autrichienne.

### Insignes particuliers sur l'uniforme
Dans l'armée fédérale autrichienne, les volontaires d'un an sont identifiés par une bande argentée de 3 mm de large sur le bord supérieur de l'insigne de grade (pour la tenue de service ou de combat). Cette bande n'est toutefois portée que pendant la première année et est retirée lorsque le militaire atteint le grade de sergent (grade de sous-officier le plus bas). Depuis 2009, le candidat officier de milice (MOA) porte une bande dorée de 3 mm de large sur le bord supérieur de l'insigne de grade de sergent.

## Sens figuré
Jusque dans les années 1960 environ, le terme de « volontaires d'un an » était également utilisé au sens figuré pour désigner les chrétiens éloignés de l'Église qui n'assistaient qu'une fois par an au service religieux.